# Piroliny
Piroliny (dihydropirole) – heterocykliczne związki chemiczne, jednonienasycone pochodne pirolidyny. Znane są jej trzy izomery różniące się od siebie położeniem wiązania podwójnego względem atomu azotu: 1-pirolina, która jest cykliczną iminą, oraz 2- i 3-pirolina, będące cyklicznymi aminami. Wszystkie piroliny mają wzór sumaryczny C4H7N.
|            |            |            |
| 1-pirolina | 2-pirolina | 3-pirolina |